# Bataille de Golymin
Quatrième Coalition
Batailles
- Cap-Vert (navale)
- San Domingo (navale)
- Río de la Plata
- Pornichet (navale)

- Raguse
- Castel-Nuovo

Campagne de Prusse (1806)
- Schleiz
- Saalfeld
- Auerstaedt
- Iéna
- Halle
- Magdebourg
- Stettin
- Lübeck
- Glogau
- Golymin
- Pułtusk
- Stralsund

Campagne de Pologne (1807)
- Eylau
- Ostrołęka
- Colberg
- Dantzig
- Guttstadt
- Heilsberg
- Friedland

La bataille de Golymin eut lieu le 26 décembre 1806 pendant les guerres napoléoniennes de la Quatrième Coalition à Golymin (en) (Pologne), entre les troupes russes du prince Dmitri Vladimirovitch Galitzine et les troupes françaises du maréchal Joachim Murat. Malgré leur infériorité numérique, les Russes parvinrent à se désengager.

## Le champ de bataille
Le village de Golymin se trouve dans un secteur plat entouré de marais et de bois. De légères élévations au nord et au nord-est. Du village, une route conduit à Pultusk au sud-est, un autre va à Ciechanow au nord-ouest, et au nord-est une autre se dirige vers Makow (vers où les Russes font retraite). Une voie relie Golymin au petit village de Garnow au sud. Le village de Ruskowo se trouve au sud-ouest, et à celui de Kaleczin une courte distance à l'ouest. Wadkowo s'étend plus loin le long de la route de Ciechanow.

## La bataille
Au matin du 26 décembre, des éléments de la 4e division de Galitzine atteignent Golymin. Ils sont trop épuisés pour continuer sur Makow et décident d'attendre les unités de la 3e division de Sacken. Dans le village ils trouvent Dokhtourov, qui a envoyé la majeure partie de sa 5e division vers Makow, mais est resté à Golymin avec un régiment d'infanterie et un régiment de dragons. Galitzine voudrait que ses hommes se reposent avant de continuer la retraite.
Le corps de réserve de la cavalerie de Murat et le 7e corps d'Augereau découvrent la ville aux premières lueurs du jour. Vers 10 heures, la division de cavalerie de Lasalle arrive la première par le sud-ouest.
Galitzine a renforcé son arrière-garde, composé de deux escadrons de cavalerie, avec trois escadrons des cuirassiers, et les hommes de Lasalle doivent se réfugier dans les bois. Vers 14 heures les troupes d'Augereau apparaissent à l'est. Galitzine abandonne son idée de retraite, car ses hommes sont trop épuisés pour avancer. Il envoie un régiment d'infanterie sous la commande du prince Chtcherbatov dans les bois autour de Kaleczin et place le reste de sa division devant Golymin, en gardant sa cavalerie et les troupes de Dokhtourov en réserve.
Deux divisions d'Augereau avancent, celle de Heudelet venant de Ruskow, du côté gauche, et celle de Desjardins venant de Wadkow du côté droit. Cette dernière repousse d'abord Chtcherbatov, avant de reculer quand il reçoit le renfort d'un bataillon d'infanterie et l'appui des canons russes. La division de Heudelet progresse peu.
Pendant que commençait l'attaque d'Augereau, Murat est arrivé autour de Garnow avec les divisions de cavalerie de Klein et de Milhaud et la cavalerie légère de Davout. Ils repoussent les Russes dans les bois au sud de Golymin, mais le terrain ne convenant pas à la cavalerie, ne poursuivent pas plus loin.
Les forces du prince Galitzine sont maintenant renforcées par deux régiments de cavalerie des 7e et 8e divisions, qui sont passés après la cavalerie d'Augereau sur la route de Ciechanow. Cependant, la 1re division de Davout commandée par Morand arrive du sud-est. Galitzine envoie trois bataillons d'infanterie dans les bois et les marais au sud de Golymin, et deux régiments de cavalerie pour couvrir la route de Pultusk.
À environ 15 h 30, la première brigade de Morand attaque et repousse les Russes. Davout a vu que ces derniers essayent de se retirer vers Makow. Il envoie la seconde brigade de Morand sur la route de Pultusk. Une unité de dragons menée par le général Rapp charge les Russes, mais tombe sur des fantassins en embuscade dans les marais de chaque côté de la route. Rapp est blessé, les dragons reculent. Après la prise du bois, pour éviter des pertes inutiles, la division du Morand n'a pas avancé davantage.

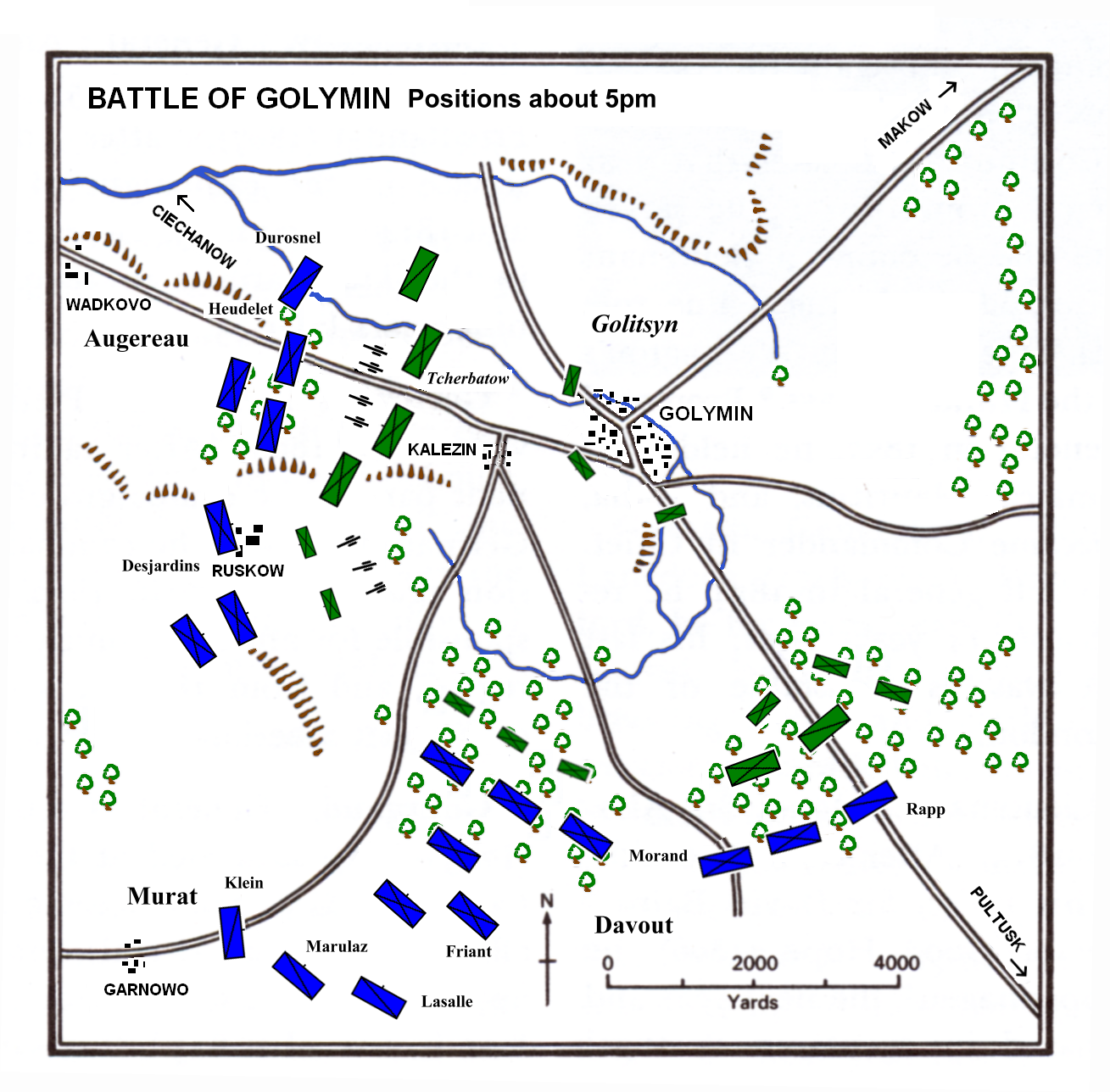
La bataille de Golymin vers 17 h.

Une fois la nuit tombée, les Russes commencent à se retirer. Les hommes de Dokhturov mènent la marche sur Makow. À environ 21 heures, Galitzine envoie ses canons, sa cavalerie, et son infanterie.

## Analyse
Galitzine a bénéficié de l'avantage du terrain et de l'appui de ses canons, alors que les Français n'avaient pas d'artillerie. Les attaques françaises n'étaient pas coordonnées, et trop tardives. Quand le crépuscule est tombé, les attaquants était éclairés comme des cibles par les villages incendiés derrière eux. La résistance des Russes fait dire à Murat à l'adresse de Napoléon : « Nous pensions que l'ennemi avait 50 000 hommes ».
On peut sans doute considérer que la bataille fut une victoire pour les Russes. Galitzine poursuivit sa retraite et Murat abandonna la poursuite.

## Conséquences
La résistance du général Galitzine, combinée à l'échec de Soult à contourner le flanc droit russe, fait perdre à Napoléon une chance de rattraper les lignes russes et de les emprisonner devant le fleuve Narew.

## Sources
- (en) Cet article est partiellement ou en totalité issu de l’article de Wikipédia en anglais intitulé « Battle of Golymin » (voir la liste des auteurs) dans sa version du 15 juin 2007.